# Мост тайско-лаосской дружбы
Мост тайско-лаосской дружбы (тайск. สะพานมิตรภาพ ไทย-ลาว แห่งที่ 1, лаос. ຂົວມິດຕະພາບ ລາວ-ໄທ ແຫ່ງທຳອິດ) — совмещённый автомобильно-железнодорожный мост через реку Меконг на границе Лаоса и Таиланда. Связывает город Нонгкхай и столицу Лаоса Вьентьян. Является частью Международной азиатской сети AH12. Это первый мост в нижнем течении реки Меконг.

## История
До постройки моста транспортное сообщение осуществлялось паромом. Общая стоимость строительства составила около 30 млн. US$, выделенных австралийским правительством. Строительство моста выполнялось австралийскими компаниями. Мост был открыт для движения 8 апреля 1994 года.

## Конструкция
Общая длина моста составляет 1170 м. Пролётное строение представляет собой балку коробчатого сечения из преднапряжённого железобетона. На мосту две полосы шириной 3,5 м для движения автомобилей и одна метровая железнодорожная колея, расположенная в центре проезжей части. Также предусмотрены два пешеходных тротуара шириной по 1,5 м с каждой стороны моста.
Тротуары отделены от проезжей части массивными железобетонными блоками. Перильное ограждение на мосту простого рисунка.
Движение пешеходов и велосипедистов по мосту запрещено — для пересечения границы необходимо пользоваться бесплатными автобусами.
Из-за того, что в Таиланде левостороннее движение, а в Лаосе — правостороннее, на лаосской стороне моста перед пересечением пограничного поста предусмотрен переход на другую сторону дороги, регулируемый светофорами.

## Железнодорожное движение
Железнодорожная линия, проходящая по мосту связывает станции Нонгкхай (Таиланд) и Тханаленг (Лаос). Соглашение о строительстве линии до станции Тханаленг, расположенной в 3,5 км от моста, было подписано правительствами Таиланда и Лаоса 20 марта 2004 года. Тайское правительство согласилось финансировать линии на основе сочетания субсидий и займов. Строительство началось 19 января 2007 года. 5 марта 2009 года принцесса Таиланда Маха Чакри Сириндхорн, премьер-министр Таиланда Апхисит Ветчачива и вице-президент Лаоса Буннянг Ворачит приняли участие в церемонии открытия железнодорожной линии.
Ежедневно предусмотрены две пары поездов. Во время проезда поезда автомобильное движение на мосту перекрывается.

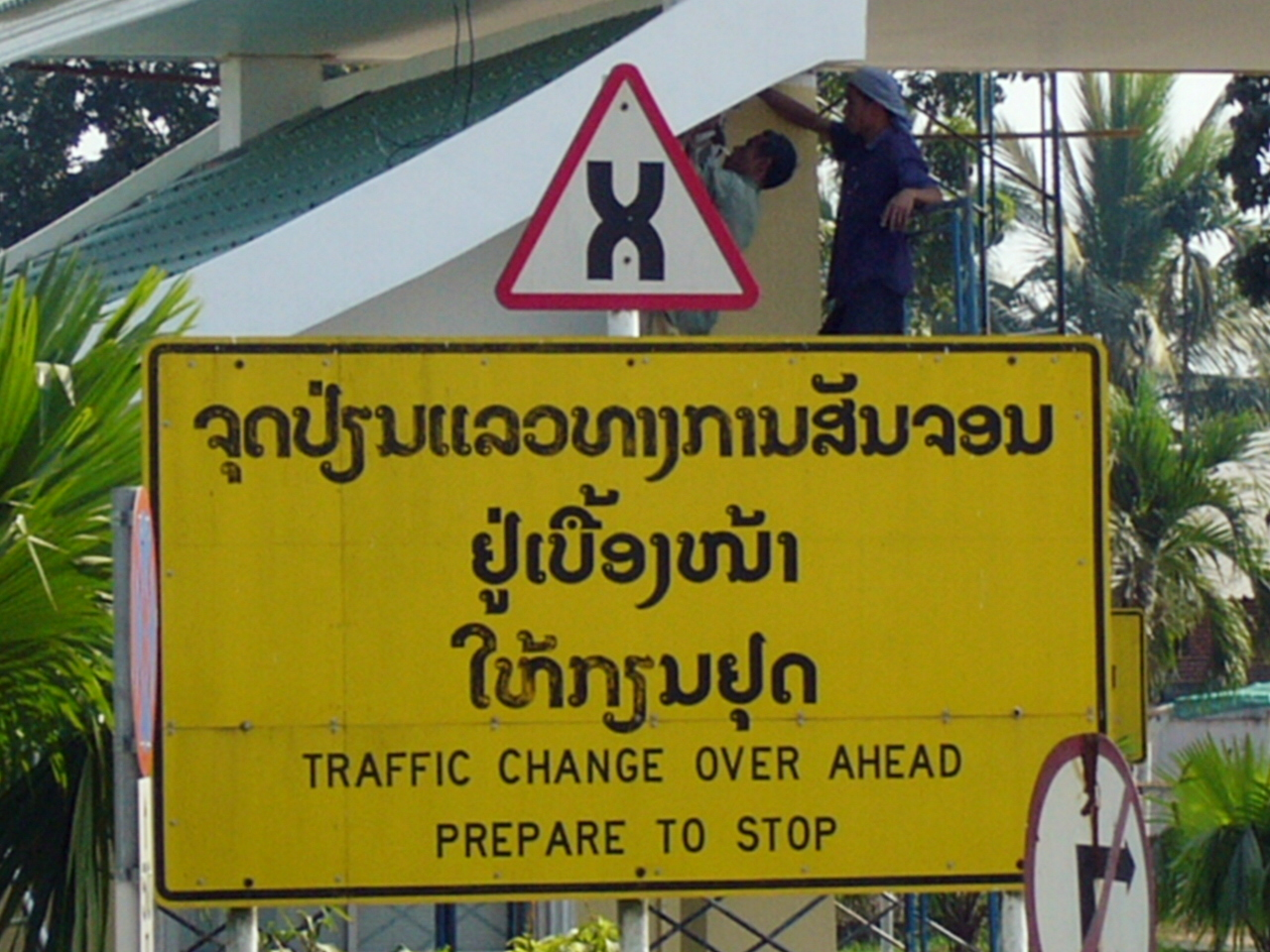
Уведомление об изменении стороны движения
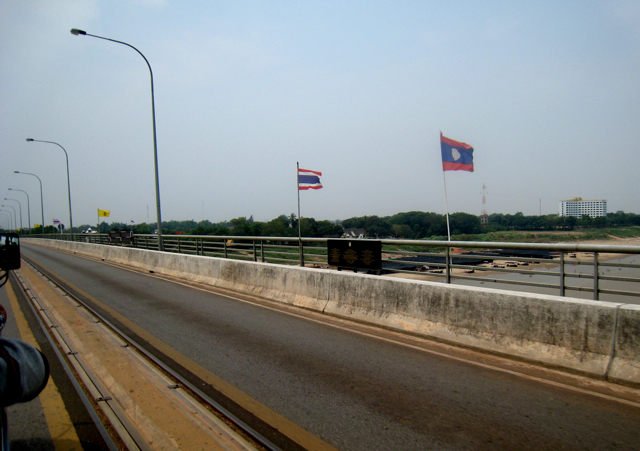
Проезжая часть моста